# Роберт Капа
Ро́берт Ка́па (англ. Robert Capa, настоящее имя Эндре Эрнё Фри́дман, венг. Friedman Endre Ernő; 22 октября 1913, Будапешт — 25 мая 1954, Тхайбинь, Французский Индокитай) — французский и американский фоторепортёр еврейского происхождения, родившийся в Венгрии. Старший брат Корнелла Капы. Классик документальной фотографии. Основоположник военной фотожурналистики. Один из пяти основателей первого в мире фотоагентства «Magnum Photos».

## Биография
Родился в еврейской семье в Будапеште (по другим данным, в Надькапоше, ныне Словакия). Подростком был вовлечён в объединение левых интеллектуалов и деятелей авангардного искусства (Munkakör), а также участвовал в протестах против правого авторитарного режима Миклоша Хорти. С 1931 по 1932 год занимался изучением политологии в берлинском университете. В 1931 году, накануне публикации своей первой фотографии, был арестован венгерской секретной полицией за политическую деятельность. Знакомая Фридмана, жена полицейского офицера, добилась его освобождения с условием, что он немедленно покинет Венгрию. Фридман переехал в Берлин, где посещал лекции в Высшей школе политических наук и начал заниматься фотожурналистикой. Boston Review описывала его как левого, демократа и антифашиста.
В 1932 году в Копенгагене сделал серию портретов Льва Троцкого, имевшую большой успех в печати. В 1933 годуперебрался в Париж, где познакомился с Анри Картье-Брессоном. C 1935 выступал под псевдонимом. Сопровождая ополчение испанской марксистской партии ПОУМ, был на фронтах Гражданской войны, где сделал свой классический снимок смерти республиканского ополченца (сначала считалось, что это боец ПОУМ, затем его опознали как анархиста Федерико Борелла Гарсиа, но это тоже оспаривается) в момент, когда того настигла пуля. Под Мадридом погибла его подруга и коллега, немецкая фотожурналистка Герда Таро, случайно раздавленная маневрировавшим танком. С тех пор Капа начал работать в качестве военного фотокорреспондента и по долгу службы побывал в Израиле, Германии, Италии, Китае и Франции.
В 1938 работал фотокорреспондентом во время японо-китайской войны. В 1940 году переселился в США. Работал в Северной Африке и Италии. В 1944 снимал высадку союзнических войск в Нормандии (знаменитая фотосерия «Великолепная одиннадцатка» с Омаха-Бич). В 1947 вместе с Анри Картье-Брессоном и другими основал фотоагентство «Магнум», в 1951 возглавил его, но в 1953 был вынужден переехать в Европу, спасаясь от маккартизма. В 1947 году вместе с писателем Джоном Стейнбеком получил приглашение в Советский Союз, где в течение нескольких месяцев документировал повседневную жизнь. По результатам этой командировки была создана книга «Русский дневник» (A Russian Journal) с фотографиями Капы. В 1948 и 1950 годах работал в Израиле.
Оформлял книги Хемингуэя и Стейнбека, с которыми состоял в дружеских отношениях.
Роберт Капа погиб в самом конце Индокитайской войны — 25 мая 1954 года, во Вьетнаме, случайно подорвавшись на мине.

## Творчество и признание
Капа — признанный классик фоторепортажа, один из родоначальников военной фотографии, прошедший Вторую мировую войну на европейском театре военных действий.
Псевдоним «Роберт Капа» — результат мистификации, организованной Фридманом совместно с Гердой Таро для успешной продажи фотографий. Герда специально распространяла среди журналистов слухи о «знаменитом и богатом американском фотографе», который готов продать свои снимки. Роль вымышленного персонажа играл Фридман, фотографируя различные события и продавая свои фотографии под этим псевдонимом. Когда мистификация была раскрыта, Капа уже был достаточно известен как фотожурналист и публика знала его под этим именем.
После смерти Капы Международным пресс-клубом Америки в 1955 году была учреждена ежегодная награда — Золотая медаль Роберта Капы, которая присуждается фотожурналистам за «лучший опубликованный фоторепортаж из-за рубежа, потребовавший исключительной храбрости и инициативы». В Нью-Йорке Корнелл Капа основал международный центр фотографии — это позволило не только сохранить работы Роберта, но и обеспечить их доступность для публики.

## Издания на русском языке
- Роберт Капа. Скрытая перспектива. — СПб.: «Клаудберри», 2011. — 280 с. — ISBN 978-5-903974-03-0.